# チャリ走 Ultra DX - 世界ツアー
『チャリ走 Ultra DX - 世界ツアー』とは、2015年8月5日にニンテンドーeショップで販売された、横スクロールアクションゲームである。

## 概要
自動でスクロールするステージをジャンプや前後移動で障害物を避け、ゴールを目指す。今作では「チャリ走DX」の進化版とも言える作品であり、ニンテンドー3DS版では対応していなかったオンラインランキングに対応したほか、2-4人のマルチプレイも可能になった。世界の国々をモチーフとしたステージを全てクリアするのが今作の目的とする。

## ゲームシステム
決められたギミックが配置されたステージを自動でスクロールしながらジャンプや前後移動で障害物を飛び越え、ゴールを目指すというもの。途中セーブなどの機能はなく、一度でも失敗するとゲームオーバーとなりステージ最初からやり直す。ステージは50秒から1分30秒程度。 本作は世界一周が基本テーマとなっており、各国の主要都市を5ステージ毎に進んでいく。本編とは別に最高走行距離を競う「グランプリ」などがある。

### ゲームモード
世界ツアー - 今作のメインモード。障害物を避けゴールを目指す。今作はマルチプレイに対応した。
グランプリ - ただひたすら走り続け、ミスしてゲームオーバーになるまでの最高記録を競うモード。今作はオンラインランキングに対応した。
バトル - 2-4人で対戦する新モード。Wiiリモコンが必要。
アワード - プレイ中に解除した実績を見ることができる。

### ステージ構成
BGMは流用の物が多い。
通常ステージ
パリ
アルプス
ニューデリー
ロンドン
北京
ハワイ
東京
エジプト
南極
ニューヨーク
エクストラステージ
エクストラステージ1
エクストラステージ2
エクストラステージ3
エクストラステージ4
エクストラステージ5
エクストラステージ6
エクストラステージ7
エクストラステージのみに登場するステージ
キャッスル
ナイト キャッスル
太古
火山
オーロラ

### キャラ
棒人間
黒シルエットの操作プレイヤー。本作ではカラーを変えたりMiiを使う事もできる。
ライバル
赤いシルエットの敵キャラ。
鳥
黒いシルエットの敵キャラ。

### ギミック
岩
前から転がってくる岩。
風
足場として使ったり、横から入って大ジャンプすることもできる。
沼
プレイヤーの動きを鈍らせる。
トゲ
触れるとゲームオーバーとなる。
大砲
入ると進行方向に超ジャンプができる。
流砂
放っておくとどんどん埋まっていく流砂。
動く床
上下左右に動く床。
落ちる床
踏むと一定時間経過で落下する床。
崩れる床
踏むと一定時間経過で崩れる床。
ジャンプ台
触れると上方向へ大ジャンプできる。

### アイテム
メダル
ステージ上のどこかに3つ配置されている。取得することでステージが解放される。前後移動を使って全て取得すると銀のクラウン、前後移動を使わずに全て取得すると金のクラウンを獲得することができる。
ロケット
一定時間加速しながら進める。
プロペラ
一定時間3段ジャンプが常時可能になる。
グライダー
一定時間ジャンプ幅がゆっくり大きくなる。